# Bernard Watson
David Weinstein, plus connu sous son nom d'artiste Bernard Watson est un chanteur et musicien américain né en Floride en 1967. Il est notamment connu pour avoir fait l'ouverture du Live Aid au JFK Stadium de Philadelphie le 13 juillet 1985.

## Origine du nom de scène
Inspiré par deux personnages du roman Le Meilleur des mondes, à savoir Bernard Marx et Helmholz Watson, David Weinstein a décidé de se renommer « Bernard Watson ».

## Live Aid
Alors qu'il n'a que 18 ans et qu'il vient de finir ses études secondaires, le jeune Bernard Watson, originaire de Miami Beach, a comme projet de se lancer dans la musique, avec comme premier concert le Live Aid. Doté d'aucune expérience musicale professionnelle, et après avoir dormi à l'extérieur du stade pendant une semaine, il a persuadé Bill Graham, alors chargé de la production du concert, dans un esprit de charité, de le laisser jouer. Graham finit par accepter, et Watson monte sur scène à 8h51 heure locale.
Watson y interprète deux deux chansons : All I Really Want To Do de Bob Dylan et une de ses œuvres personnelles, intitulée Interview. Il accompagne ces deux chansons à la guitare et à l'harmonica.
Sa performance reste marquée par son manque de professionnalisme. Il le raconta lui-même plus tard en interview :
Une des cordes de ma guitare s'est cassée, puis j'ai laissé tomber le médiator et ce n'était pas très professionnel. Mais je me sentais heureux d'avoir eu une chance. J'aimerais réussir dans ce métier. C'était le rêve d'une vie. C'est ce que c'était. — Watson
Les chansons interprétées par Watson pendant le concert ne sont pas visibles sur le DVD du Live Aid. La seule copie  des images serait détenue par Watson lui-même, bien que des images de sa performance tirées d'un reportage de WPLG soient disponibles sur YouTube. Jusqu'en 2015, Watson continuait à écrire de la musique, en signant ses compositions non plus Watson, mais avec son nom de naissance, David Weinstein.